# Dessalines (arondisman)
Dessalines, arrondissement u haitskom departmanu Artibonite imenovan po njegovom glavnom gradu Dessalinesu koji je dobio ime po haitskom revolucionarnom vođi Dessalinesu. Sastoji se od četiri općine: grad Dessalines, Desdunes, Grande Saline i Petite Rivière de l'Artibonite.
Prostire se na 1.132 km², 272.615 stanovnika (2003).